# Virginia Water
Virginia Water est une localité anglaise du Surrey située au sud-ouest du centre de Londres.